# Microvision
Microvision是首部使用可更換卡帶的掌上遊戲機，由妙極百利（Milton Bradley）於1979年11月發售，售價為51.25美元。由於其可攜帶性及使用卡帶為媒介，在發售初期獲得不俗的成績。但是，由於遊戲數量過少、螢幕太細及缺乏遊戲公司的支援，導致它於1981年停止發售。

## 簡介
Microvision是一部長方形的掌上遊戲機，使用16×16像素的液晶顯示器，下方有12個按鈕的鍵盤及1個旋鈕。
早期的Microvision使用英特爾8021處理器，但由於眾多原因，後期改為使用德州儀器TMS1100處理器。由於8021處理器耗電量較大，需要使用2枚9V電池。當更換耗電量較低的TMS1100處理器，只需要使用1枚9V電池。雖然後期發現使用TMS1100處理器並安裝2枚9V電池有產生短路的危險，但更改設計需要大量的資金，因此最後的解決辦法是移除其中1枚電池的正負極金屬銅片。
目前還在市場流通的Microvision都面對以下數項問題：
- 由於當年液晶顯示器的生產技術還未成熟，因此生產時引入的雜質及黏貼不良等都會導致顯示器在其他配件仍然運作正常下出現永久變黑的情況。而高溫更會瞬間破壞整個顯示器[2]。
- 由於設計上的缺憾，卡帶的微處理器並沒有任何防止靜電放電的保護裝置。當玩家將保護金屬針腳的裝置移開後，就會很容易令卡帶內的集成電路受到損害。
- 遊戲機的鍵盤設計是將12個按鈕設在本體的下方，按不同遊戲的需要將不需要的按鈕用外殼隱藏，而需要的按鈕則將該外殼的位置挖走，用一層薄的塑膠覆蓋。當使用按鈕時會將該層塑膠不斷延伸，最後造成撕裂。此外，初期的遊戲程式是感應放開按鈕的動作而並非按下的動作。因此當該層塑膠受損時，玩家如何按下按鈕都不會令遊戲程式感應這動作，從而不能進行遊戲。

## 遊戲列表
Microvision共推出12款遊戲。
- 1979年
  - Block Buster（打磚塊遊戲、隨主機推出）[4]
  - Bowling（保齡球、隨主機推出）[5]
  - Connect Four（四子棋、隨主機推出）[6]
  - Pinball（彈珠台、隨主機推出）[7]
  - Mindbuster（智力遊戲）[8]
  - Star Trek: Phaser Strike（後期改稱Phaser Strike，另外亦稱Shooting Star或Cannon Phaser）[9][10]
  - Vegas Slots（拉斯維加斯老虎機）[11]
- 1980年
  - Baseball（棒球）[12]
  - Sea Duel（海戰）[13]
- 1981年
  - Alien Raiders（外星侵入者）[14]
  - Cosmic Hunter（宇宙獵人）[15]
- 1982年
  - Super Blockbuster（只於歐洲推出）[16]
  - Barrage（欄柵、沒有發售）